# Nationalliga B (Eishockey) 1960/61
Die Saison 1960/61 war die 14. reguläre Austragung der Nationalliga B, der zweithöchsten Schweizer Spielklasse im Eishockey. Der Zweitligameister SC Langnau qualifizierte sich für die NLA-Relegation, in der er den Aufstieg erreichte.

## Modus
Die Liga wurde in zwei Gruppen aufgeteilt. Die jeweiligen Gruppensieger qualifizierten sich für das Final. Der Zweitligameister qualifizierte sich für die NLA-Relegation. Für einen Sieg erhielt jede Mannschaft zwei Punkte, bei einem Unentschieden einen Punkt. Bei einer Niederlage erhielt man keine Punkte.

## Hauptrunde

### Gruppe West
| Pl. | Team                 |
| --- | -------------------- |
| 1.  | HC La Chaux-de-Fonds |
| 1.  | Fribourg-Gottéron    |
| 3.  | HC Montana           |

#### Entscheidungsspiel um den Gruppensieg
- Fribourg-Gottéron – HC La Chaux-de-Fonds 6:1

### Gruppe Ost
| Pl. | Team                    |
| --- | ----------------------- |
| 1.  | SC Langnau              |
| 2.  | Grasshopper Club Zürich |
| 3.  | EHC Arosa               |

## Final
- SC Langnau – Fribourg-Gottéron 3:2/5:4